# Коринт
Коринт (грч. Κόρινθος) град је у Грчкој и управно средиште истоименог округа Коринтија, у оквиру периферије Пелопонез.
Град Коринт спада у градове Грчке најближе Атини (78 km раздаљине).

## Назив
По легенди град Коринт је добио име по његовом митском оснивачу Коринтосу, потомку бога сунца Хелиоса.

## Природни услови
Град Коринт се налази у североисточном делу грчког полуострва и историјске покрајине Пелопонез, а у средишњем делу префектуре. Град је смештен на стратешки важном месту где се полуострво повезује са копном Грчке преко Коринтског земљоуза. Данас је он прокопан образовањем Коринтског канала, чиме су спојени Коринтски и Саронски залив, а Пелопонез начињен великих вештачким острвом. Град Коринт се налази близу излаза Коринтског канала у Коринтски залив (4km западно). Источно од града налази се најближа планина Геранија, висока 1.351 m н. в.
Колико је положај града Коринта добар стратешки и саобраћајно, толико је неповољан са становишта сеизмике. Град је више пута током историје страдао у снажним земљотресима.
Клима у Коринту је средоземна, са жарким и дугим летима и благим и кишовитим зимама. На околним планинама она добија оштрије црте.

## Историја
Најстарији археолошки налази у подручју Коринта говоре да је ово подручје било насељено још у време неолита (6. миленијум п. н. е.). Пре Микенског раздобља на овом простору су се населили Дорци. Значајније насеље на овом месту јавило се током Микенске цивилизације (1580—1100. године п. н. е.) и вероватно је било утврђени град. Током Тројанскиг рата Коринћани су се борили у Агамемноновој војсци.
У класичном раздобљу старе Грчке древни Коринт је био богат град и по томе супарник Атини и Теби. Град је у 6. веку п. н. е. био познат по грнчарији. Град је ускоро постао појам доброг живота и забаве, као и врхунског уметничког укуса. Град је захваљујући богатству био активан у међународној трговини по Средоземљу и као оснивач више колонија. Коринт је сачувао свој значај и током хеленистичког доба, кад је био један од најважнијих градова на простору тадашње Грчке. Пад овако значајног града под власт старог Рима 146. п. н. е. сматра се и годином покоравања простора Грчке. Под Римом Коринт задржава значај и постаје космополитски (Римљани, Грци, Јевреји). Такође, град је био једно од првих места христијанизације у Европи — свети Павле га је посетио у 51. и 52. године н. е (Прва посланица Коринћанима). Крајем овог раздобља опада значај града и то захваљујући земљотресима из 375. године и 551. године. Пад су потпомогли и упади Варвара током 4. века.
Током већег дела средњег века Коринт је у оквиру Византије, као важно градско средиште са развијеним занатима и трговином свилом. Године 1204. град су, као и већи део Византије, освојили крсташи. Крсташи су наишли на велики отпор грчког становништва. Они су у овом делу Грчке оснивају Кнежевину Ахају. Под њима град остаје све до 1388. године, када се кратко време налази поново у рукама ослабљене Византије.
Патрас Турци Османлије освајају 1458. године под Мехмедом II. Град добија ново име „Гурдес“ и постаје средиште новооснованог санџака Мореја. Град је био у рукама Османлија током следећих векова изузев периода 1699—1715. године када је био у рукама Млечана.
Године 1821. је почео Грчки устанак и Грци из Коринта и његове околине активно учествују. Град се био један од кандидата за нову престоницу новоосноване Грчке, али је ту повластицу добила Атина. Убрзо се Коринт почео развијати у важан град у држави, пре свега захваљујући повољном положају и важним лучким делатностима. Међутим, стари Коринт потпуно је збрисан у земљотресу из 1858. године. Нови град са истим називом подигнут је 3 km даље од старог.
Град је био поштеђен многих разарања током ратова 20. века. Међутим, после Грчко-турског рата 1923. године у град се масовно досељавају и грчке пребеглице из Мале Азије, што доводи до наглог раста града и масовне дивље градње. После тога почиње изградња града и он се последњих деценија брзо осавремењава.
У Коринту је осамдесетих година 19. века било много Срба из Босне, Црне Горе и Србије. Били су то економски и политички емигранти који ту живели и радили, од којих многи на копању Коринтског канала. Године 1889. ту је постојало ново српско гробље у којем је дотад било сахрањено 128 Срба. Најпознатијих од њих био је Миленко Стазић, родом Сплићанин, који је учествовао у босанско-херцеговачком устанку.

## Становништво
Коринт данас има око 35.000 становника у граду и још толико у околини. Становништво су углавном етнички Грци, мада се последњих деценија доселило и доста странаца. На последња два пописа број становника се кретао на следећи начин:
| 1991.  | 2001.  |
| ------ | ------ |
| 28.071 | 30.434 |

Кретање броја становника у општини по пописима:
| 2001.  | 2011.  |
| ------ | ------ |
| 36.991 | 58.192 |

## Привреда
Коринт је последњих деценија израстао у важан индустријски центар Грчке. Ово је првенствено дошло услед ширења подручја Атине и премештања њене индустрије ка ширем ободу. Најважнији индустријски комплекс је оближња рафинерија. Како се Коринт налази на око 80 km од Атине, постао је привлачно место за нове индустријске погоне.
Током последње деценије Коринт све више постаје туристичко подручје и то највише за становнике Атине, који овде проводе слободно време. Посебно је популаран источни део града, Лутраки, где постоје велике пешчане плаже, а последњих година изграђени су бројни хотели и одмаралишта, као и највећи казино у Грчкој.

## Саобраћај
Коринт има изузетно повољне природне услове за развој свих видова саобраћаја. Традиционално је развијен поморски саобраћај, који има изузетну прометну важност захваљујући Коринтском каналу. И друмски саобраћај има низ погодности, јер се на ободу града ауто-пут из Атине рачва у два праваца, ка југу и Пелопонезу и ка западу, Патрасу и Епиру. Слично рачвање постоји и у случају железничког саобраћаја. Најближи аеродром је Међународни аеродром у Атини.

## Градови побратими
- Сиракуза, Италија
- Јагодина, Србија